# Christian Grasmann
Christian Grasmann (München, 16 maart 1981) is een voormalig Duits wielrenner die zowel op de weg als op de baan actief is. Grasmann reed in het verleden één seizoen voor het Duitse Sparkasse. 

## Carrière
Grasmann werd in 2010 Duits kampioen ploegkoers, samen met Leif Lampater en in 2015, samen met Stefan Schäfer. Hij won twee keer een Zesdaagse die van Bremen in 2016 en die van Rotterdam in 2017. Grasman beëindigde zijn carrière in maart 2019.

## Belangrijkste resultaten

### Baanwielrennen
| Jaar | DK                                                                 | EK    | WK | Overig                                                                 |
| ---- | ------------------------------------------------------------------ | ----- | -- | ---------------------------------------------------------------------- |
| 2004 | achtervolging                                                      |       |    |                                                                        |
| 2005 | koppelkoers                                                        | derny |    |                                                                        |
| 2006 | ploegenachtervolging                                               |       |    |                                                                        |
| 2007 |                                                                    |       |    |                                                                        |
| 2008 | koppelkoers                                                        |       |    |                                                                        |
| 2009 |                                                                    |       |    |                                                                        |
| 2010 | koppelkoers met Leif Lampater · ploegenachtervolging · puntenkoers |       |    | 2e Zesdaagse van Zürich 3e Zesdaagse van Bremen                        |
| 2011 |                                                                    |       |    |                                                                        |
| 2012 | koppelkoers · ploegenachtervolging                                 |       |    |                                                                        |
| 2013 | ploegenachtervolging · teamsprint                                  |       |    |                                                                        |
| 2014 |                                                                    |       |    |                                                                        |
| 2015 | koppelkoers met Stefan Schäfer                                     |       |    | 2e Zesdaagse van Kopenhagen                                            |
| 2016 | koppelkoers · puntenkoers                                          |       |    | 2e Zesdaagse van Rotterdam 1e Zesdaagse van Bremen met Kenny De Ketele |
| 2017 |                                                                    |       |    | 1e Zesdaagse van Rotterdam met Roger Kluge                             |
| 2018 |                                                                    |       |    | 3e Zesdaagse van Bremen                                                |

### Wegwielrennen
2007
- Criterium van Günzach Allgäu
- Criterium van Irschenberg

2008
- Criterium van Weilheim

2009
- Criterium van Allgäuer Kempten
- Rosenheimer Frucade

## Grote ronden
Geen
Auer · Baldauf · Baumgarten · Beyer · Grasmann · Herzele · Kolb · Kopfauf · Leopold · Meier · Pöll · Salzmann · Trettwer · Vergaerde · Vermeulen